# Маккензи, Дункан
Ду́нкан Макке́нзи (англ. Duncan Mackenzie, 1861—1934) — шотландский археолог, работавший на одном из самых важных археологических объектов XX века — критском дворце в Кноссе, сердце минойской цивилизации.
Дункан Маккензи родился в бедной шотландской семье в Хайленде (район Росс и Кромарти). Изучал философию в Эдинбургском университете; получил степень доктора философии Венского университета в области классической археологии. Работая под началом знаменитого археолога Дэвида Джорджа Хогарта в раннеисторическом поселении Филакопи (на острове Милос), Маккензи быстро снискал репутацию превосходного полевого археолога и был рекомендован сэру Артуру Эвансу в качестве помощника для работ в Кноссе. В дальнейшем Эванс и Маккензи проработали вместе 30 лет. Ежедневно он вёл подробные дневники работ, отвечал за связи с местными жителями. Несмотря на многолетнюю дружбу и незаменимость Маккензи, в 1929 году Эванс неожиданно уволил своего помощника.
После смерти Маккензи в Италии работы Эванса по датировке минойской культуры стали всё чаще ставиться под сомнение. Кропотливый, педантичный труд Маккензи был той опорой, на которой держалось очень многое в системе датировок, предложенной Эвансом. И Маккензи, и Эванс разделяли одни и те же заблуждения, например отрицали греческое происхождение микенцев и их языка. Несмотря на конфликт между археологами, Эванс ценил Маккензи и назвал его своей «правой рукой» в последнем томе труда The Palace of Minos (1935). Тем не менее Маккензи после смерти был совершенно забыт; первое монографическое исследование его жизни и деятельности было опубликовано Николеттой Момильяно в 1999 году. В 2012 году впервые было переиздано (с переводом на итальянский язык) его исследование сардинских нураг.

## Становление. Образование (1861—1895)

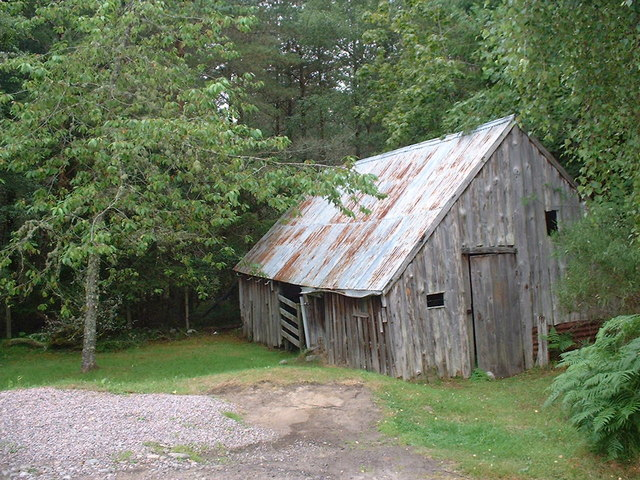
Заброшенный загон для овец в деревне Отлгори. Фото 2006 года

Дункан Маккензи родился 17 мая 1861 года в небольшой деревушке Олтгори (в регионе Росс и Кромарти) примерно в 15 милях к северо-западу от Инвернесса. Он был четвёртым из девяти детей в семье скромного достатка — все жили в двухкомнатном доме. Судя по данным переписи населения 1881 года, дома говорили на гэльском языке; Дункан — как и его братья — освоил английский язык только в школе. В 8-летнем возрасте он начал получать образование в деревенской школе Мэрибанка, в полутора милях от дома, а в 1880—1882 годах обучался в Инвернессе. Вероятно, Маккензи, с отличием окончив школу в родной деревне, смог выиграть стипендию для молодых шотландцев, плохо владеющих английским. К 19 годам он освоил французский, латинский и греческий языки и продолжал изучение греческой филологии; в Инвернессе его наставником стал Александр Макбэйн — известный филолог-кельтолог, и, видимо, его пример привёл Маккензи в университет.

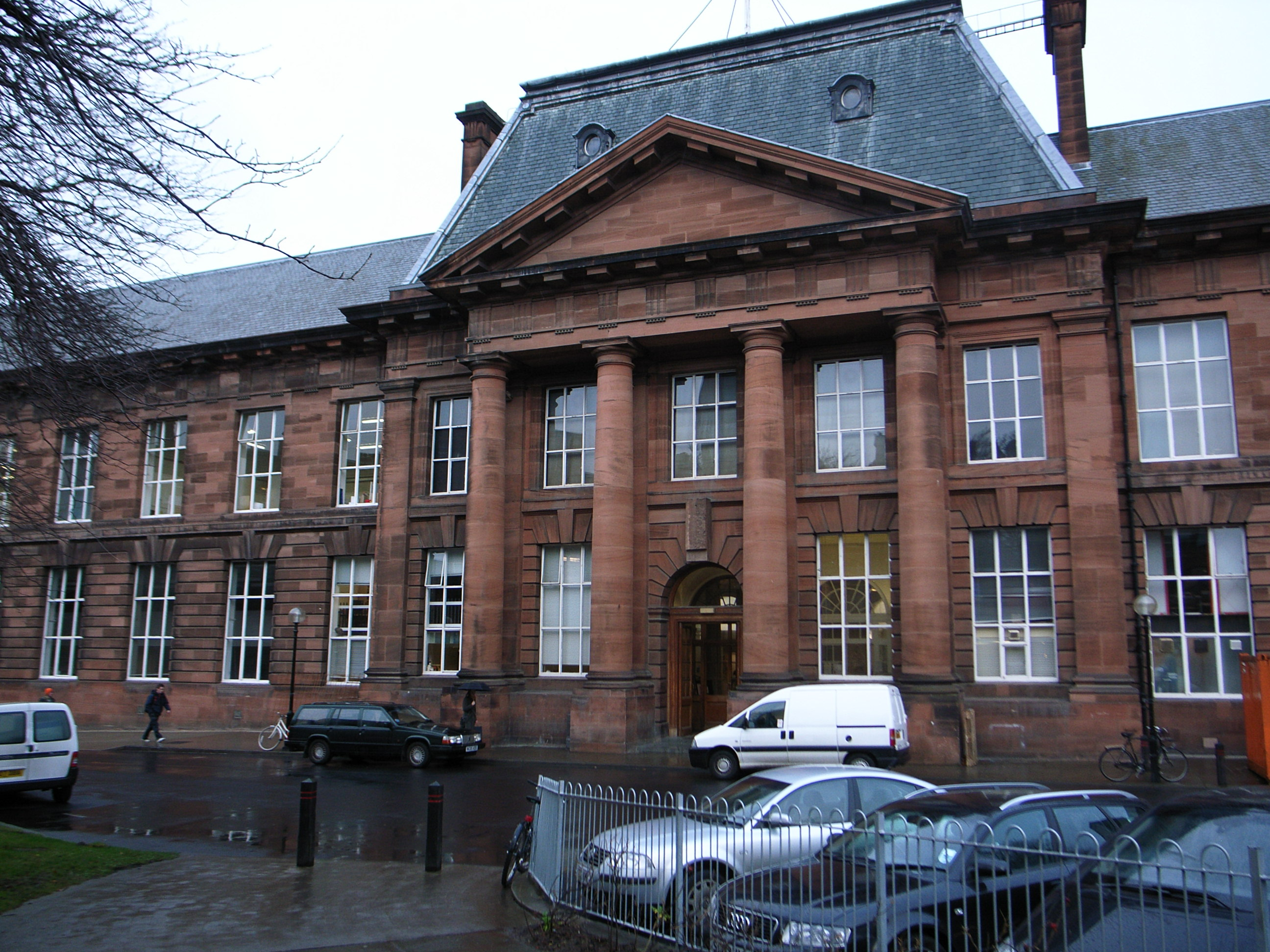
Здание факультета искусств Эдинбургского университета. Фото 2008 года

В октябре 1882 года Маккензи поступил на факультет искусств Эдинбургского университета. Хотя он продемонстрировал хорошие данные на вступительных экзаменах, включая классические языки, степень магистра Д. Маккензи получил только в 1890 году, поскольку был вынужден работать, чтобы оплачивать обучение. Он получал награды и стипендии за своё усердие, но они были незначительными по размеру; возможно, его поддерживали и родственники. В 1885 году скончался отец Дункана. Источники личного происхождения, документирующие его университетские годы, не сохранились. Официальные документы позволяют судить о круге его занятий: в зимний семестр 1882—1883 годов он слушал курсы латинского и греческого языков, причём по греческому получил приз и денежную премию. В зимний семестр 1883—1884 годов Маккензи прослушал курс математики и естественной философии и удостоился стипендии Макферсона для студентов-шотландцев (обязательным условием её получения было происхождение из Хайленда и знание гэльского). Размер её составлял 48 фунтов стерлингов в год; выплачивалась она в течение двух лет. На третьем году обучения Маккензи слушал курсы логики и метафизики, вновь получив сертификат отличия. В 1885—1886 учебных годах Дункан Маккензи прослушал курс моральной философии и стал третьим по результатам экзаменов. Также он посещал курсы риторики и английской литературы, где в конкурсе эссе получил премию в 15 фунтов. Видимо, он не посещал занятия в 1886—1887 годах, но в 1888 году вновь получил премию за успехи по моральной философии. Особенностью программы Эдинбургского университета было то, что магистерскую степень можно было получить, лишь пройдя полный курс определённого предмета. В апреле 1889 года Маккензи сдал экзамены по философии с отличием, но степень получил только через год из-за болезни. Примечательно, что зимой 1889—1890 годов Дункан Маккензи посещал класс изобразительного искусства, это в дальнейшем пригодилось для его карьеры археолога; он удостоился премии и по этому предмету.

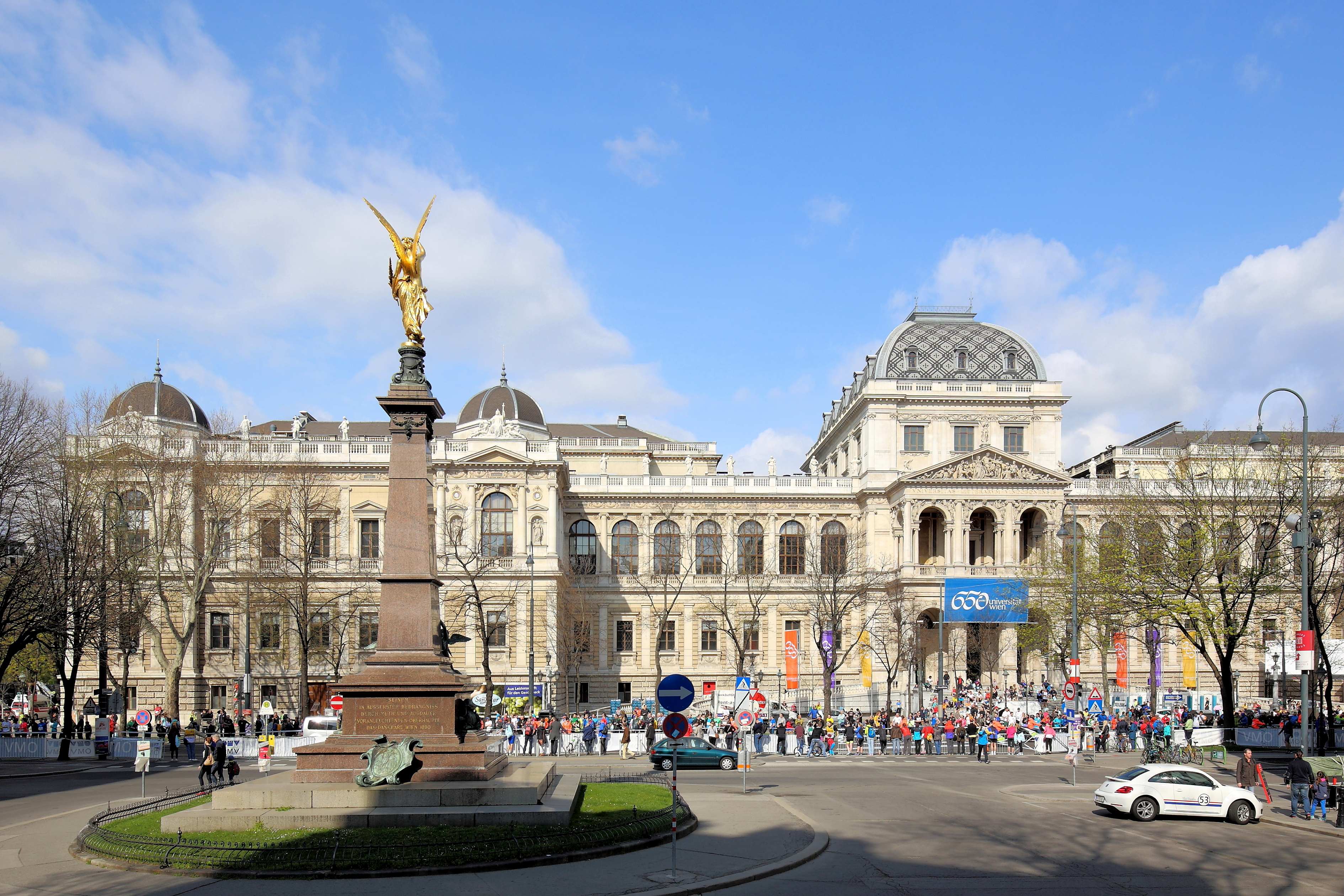
Здание Венского университета. Фото 2015 года

Окончив университет со степенью по философии, Дункан Маккензи не оставил и занятий классической древностью, интересуясь античным искусством и археологией. Ему удалось выиграть стипендию Бакстера, для получения которой пришлось выдержать в декабре 1890 года экзамены по логике, метафизике и философии. Стипендия выплачивалась в течение четырёх лет, сумма её составляла 61 фунт 15 шиллингов и 2 пенса в год. Маккензи принял решение продолжать образование в Германии, что было необычно для того времени, поскольку его учителя были выпускниками Тринити-колледжа в Кембридже, и для выпускника Эдинбургского университета естественным было бы получить степень в Оксфорде или Кембридже. Дункан Маккензи в январе 1891 года поступил в Мюнхенский университет, но уже в мае перебрался в Берлин, в котором проучился два года. В сентябре 1893 года шотландец переехал в Вену. Примечательно, что в Германии и Австрии его сопровождала младшая сестра Кристина, которая вела хозяйство и заботилась о Дункане. На философском факультете Берлинского университета Маккензи слушал лекции Эдуарда Целлера, Фридриха Паульсена, Эрнста Курциуса. Судя по перечню прослушанных предметов, Маккензи поровну делил своё время между философией и греко-римскими древностями, но после того, как перебрался в Вену, интерес к археологии и истории явно стал преобладающим. Из 32 прослушанных в Венском университете курсов лишь 5 касались философии, зато 13 — греческой археологии. Истоки этого интереса остаются неизвестными. 29 ноября 1895 года Дункан Маккензи получил степень доктора философии в Венском университете, защитив диссертацию на немецком языке о рельефах «героона» в Гюльбаши (на территории древней Ликии). По замечанию Н. Момильяно, диссертация не являлась этапным вкладом в науку, но демонстрировала отличные способности наблюдателя и независимость мысли.

## Начало карьеры археолога (1895—1900)

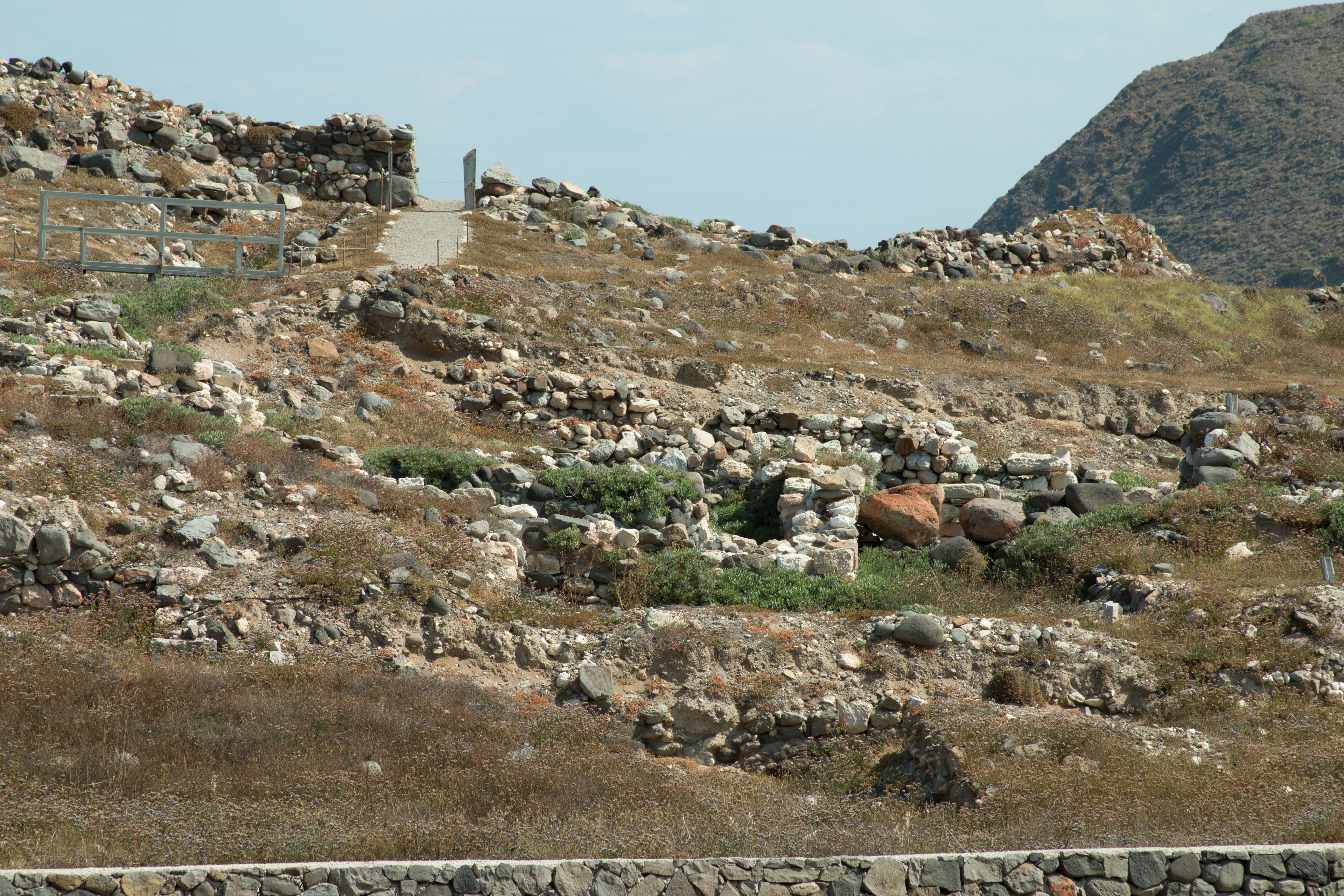
Раскопки в Филакопи. Фото 2015 года

### Раскопки в Филакопи
После получения докторской степени Маккензи выиграл годичный грант Британской археологической школы в Афинах, куда прибыл за два дня до Рождества 1895 года. По условиям гранта он обязывался не менее трёх месяцев проводить в Афинах, «систематически занимаясь какой-либо отраслью греческой археологии, истории или филологии». В сезон 1895—1896 годов Дункан Маккензи работал в музеях, а также собирал сведения по античной топографии в классических текстах и участвовал в раскопках Олимпейона, начатых В. Дёрпфельдом. Это положило начало дружбе двух исследователей, несмотря на разницу в возрасте и положении, а также подходе к археологической науке. Далее Школа начала проект на острове Милос, предварительная разведка велась близ деревень Клима и Трипити. Маккензи опубликовал статью о ходе раскопок в местечке «Три церкви»; из его работы следует, что он использовал полевые журналы другого исследователя; материал, в основном, посвящён позднеримским памятникам, найденным на острове. По мнению Н. Момильяно, после возобновления раскопок в 1970-х годах выяснилось, что материалы Маккензи всё ещё могли использоваться археологами, что свидетельствовало о его квалификации.

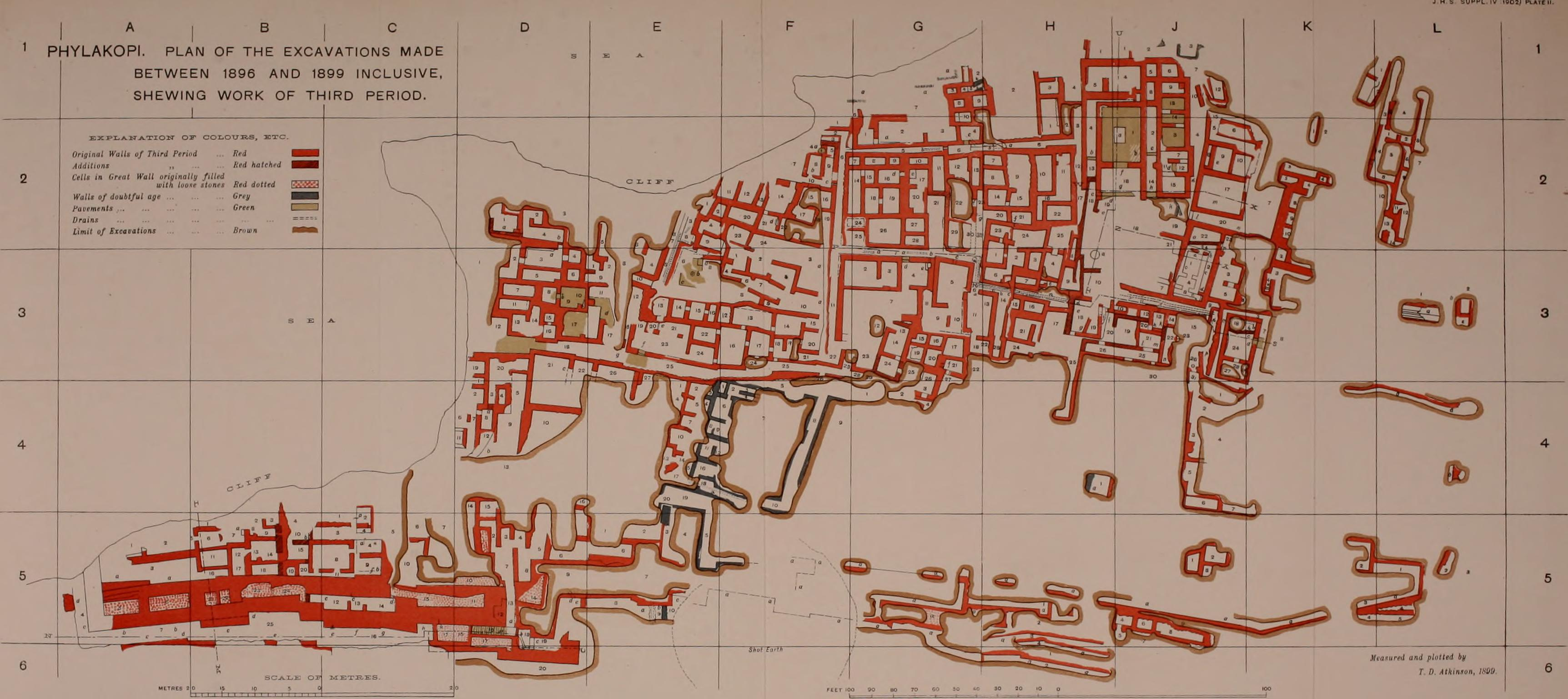
План раскопок в Филакопи. 1904

Далее Британская археологическая школа развернула работы в поселении Филакопи, чрезвычайно важном для исследования бронзового века в Эгеиде. Грант Маккензи был продлён на 1897 и 1898 годы, но с условием, что он продолжит работы на Милосе. С 1897 года директором Школы стал Дэвид Хогарт, который руководил раскопками лишь номинально, в то время как работу в поле с самого начала возглавил Маккензи. Об этом также было сказано во введении к отчёту о раскопках, опубликованному в 1904 году Сесилом Смитом. Там же впервые упомянуто, что Маккензи стал вести собственные журналы раскопок; он также сохранял всю найденную керамику, которая служила для определения возраста находок. Д. Хогарт в 1899 году совершил поездку на Крит с А. Эвансом, поскольку работами на Милосе по-прежнему распоряжался Маккензи. Он интенсивно общался с греческими рабочими, которых нанимали в разные годы от 60 до 100 человек; Эванс впоследствии предполагал, что собственное скромное происхождение шотландца позволяло стать для землекопов не начальником, а товарищем. В дневнике Хогарта 1898 года зафиксированы сердечные отношения Маккензи с жителями Милоса; местное население охотно приглашало шотландца к себе домой. Благодаря отличному знанию новогреческого языка, Маккензи уверенно торговался с местными жителями как из-за расценок на пищу и работы, так и по вопросам стоимости земли, на которой велись раскопки. Кроме того, Дункан Маккензи иногда сопровождал американских и немецких учёных и туристов, которых на Милос направлял Дёрпфельд.

### Методы археологических исследований. Окончание работ

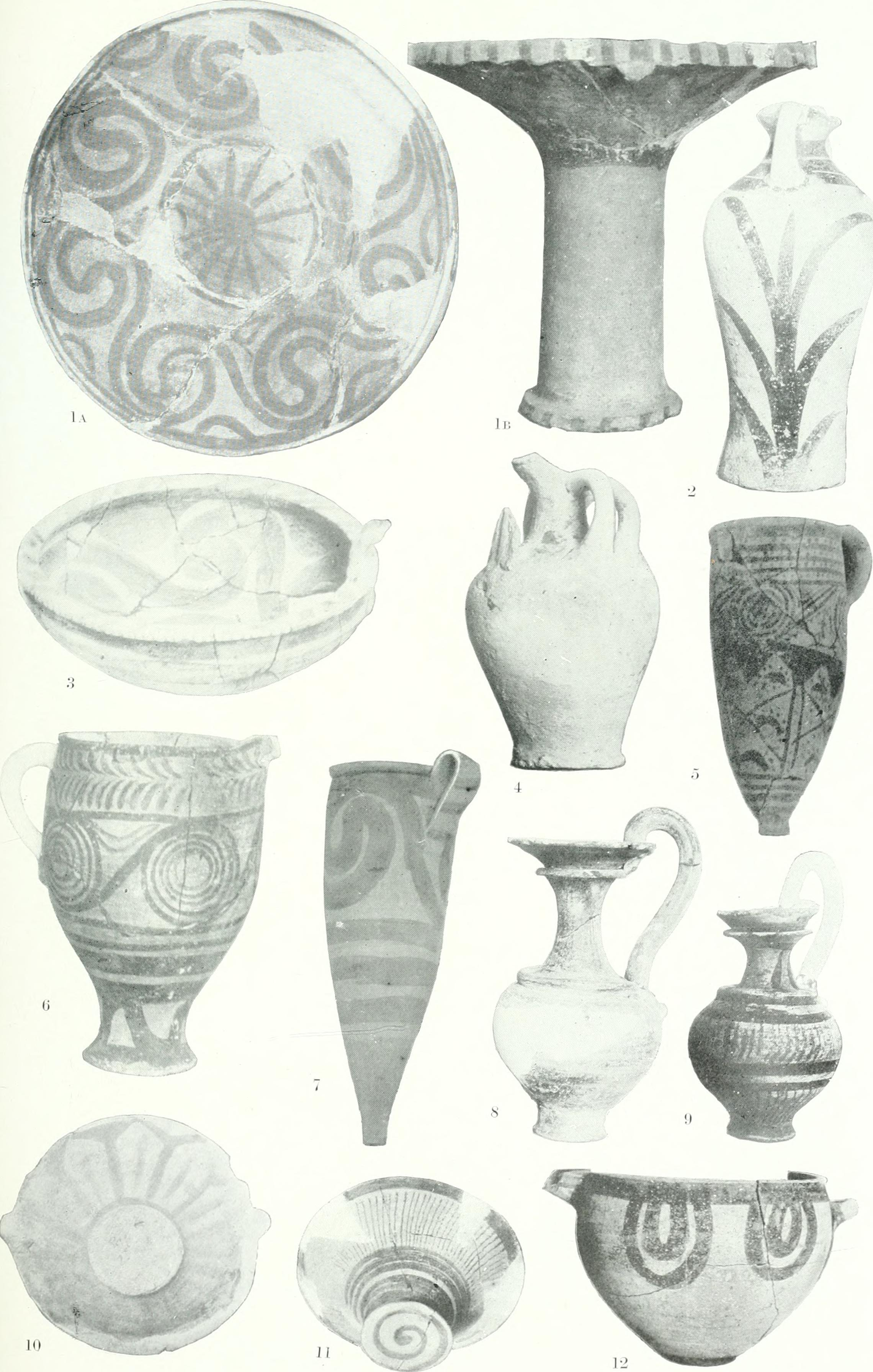
Микенская керамика из раскопок в Филакопи. Иллюстрация 1904 года

Колин Ренфрю, проводивший исследование дневников Маккензи (оставшееся неопубликованным), утверждал, что шотландец был блестящим представителем науки, которая во время его жизни ещё не была окончательно сформирована. Маккензи ежедневно вёл систематические записи, был исключительно аккуратен в стратиграфических наблюдениях, а отличная память и эрудиция позволяла ему быстро находить аналоги тем или иным находкам. В то же время Маккензи использовал обычные для раскопок XIX века методы: нанимал неквалифицированных рабочих, а также широко применял рассечение культурного слоя шурфами и траншеями вместо последовательного вскрытия слоя. Н. Момильяно отмечала, что дневники Маккензи 1896 и 1897 годов тем более поразительны, что он впервые работал на раскопках самостоятельно, а между тем, нет никаких свидетельств, что его навыки были приобретены во время магистратуры или докторантуры; то есть он был археологом-автодидактом, способным необычайно быстро учиться во время непосредственной работы. Маккензи никогда не упоминал имена своих учителей в археологии, в отличие от Хогарта, который именовал себя последователем Флиндерса Питри. После окончания сезона 1896 года Маккензи отправился на разведку на Киклады, в первую очередь, чтобы ознакомиться с рельефом и местными жителями. Летом 1897 года он объехал Кимолос, Фолегандрос, Сифнос, Парос, Антипарос, Сикинос и Аморгос; оценил перспективы раскопок, но тяжело заболел лихорадкой. В 1898 году он посетил Кос и по результатам опубликовал доклад, в котором успешно совместил топографические данные со свидетельствами античных источников. Видимо, тогда же он начал собирание коллекции древностей, которые после кончины Маккензи его сестра Кристина подарила Университету Пизы. В основном это были керамические статуэтки людей и животных, а иногда и обломки скульптур архаического периода, которые крестьяне добывали из земли самостоятельно. К 1900 году он стал приобретать подобные изделия для Эшмоловского музея, куратором которого был А. Эванс. В письме от 22 ноября 1900 года Маккензи указывал, что хотел посетить острова Парос, Аморгос, Иос и Наксос, где местные «чёрные археологи» обещали ему множество интересных предметов. Следует, однако, учитывать, что покупка археологических предметов на «чёрном рынке» была обычной практикой XIX века, к которой прибегали Шлиман, Артур Эванс и его отец сэр Джон.

### Конфликт с Археологической школой. Интерпретация находок в Филакопи
В декабре 1897 года Маккензи подал прошение попечительскому совету Археологической школы с просьбой принять в качестве студента и присудить стипендию его сестре Кристине, которая по-прежнему заботилась о повседневной жизни брата и сопровождала его повсюду. Хотя прошение было принято и даны рекомендации, но К. Маккензи так и не появилась в списках студентов Школы. Осенью 1898 года из-за раскопок в Филакопи произошёл конфликт Маккензи и дирекции. Шотландец тогда выиграл грант частного фонда на раскопки в Риме (на сумму 200 фунтов); возможно, сестра специально приехала к нему в Афины и далее сопровождала в Италии. Попечительский совет Школы отказался продлевать Маккензи грант. При увольнении ему была выдана премия в 50 фунтов и погашены долги за проживание в Афинах. Вероятно, для Хогарта это выглядело великодушием, но, по мнению Н. Момильяно, лишь озлобило Маккензи, который практически в одиночку руководил раскопками на Милосе и вёл подробные записи, которые целиком остались в архиве Школы. Частная переписка Маккензи этого периода не сохранилась. Денежный вопрос был всю жизнь мучительным для Маккензи, ибо хотя он никогда не был женат (и мог быть гомосексуалом), он всю жизнь содержал сестру Кристину и, предположительно, оказывал финансовую помощь другим членам своей семьи. Поэтому вопрос о публикации результатов раскопок на Милосе имел для него не только научное значение: судя по поздним письмам 1920-х годов, шотландец помогал родным быстрее погасить долг по ипотеке. Переписка по вопросу публикации отчётов велась в 1899 и 1903 годах, но в результате в книгу о раскопках попала лишь одна глава.

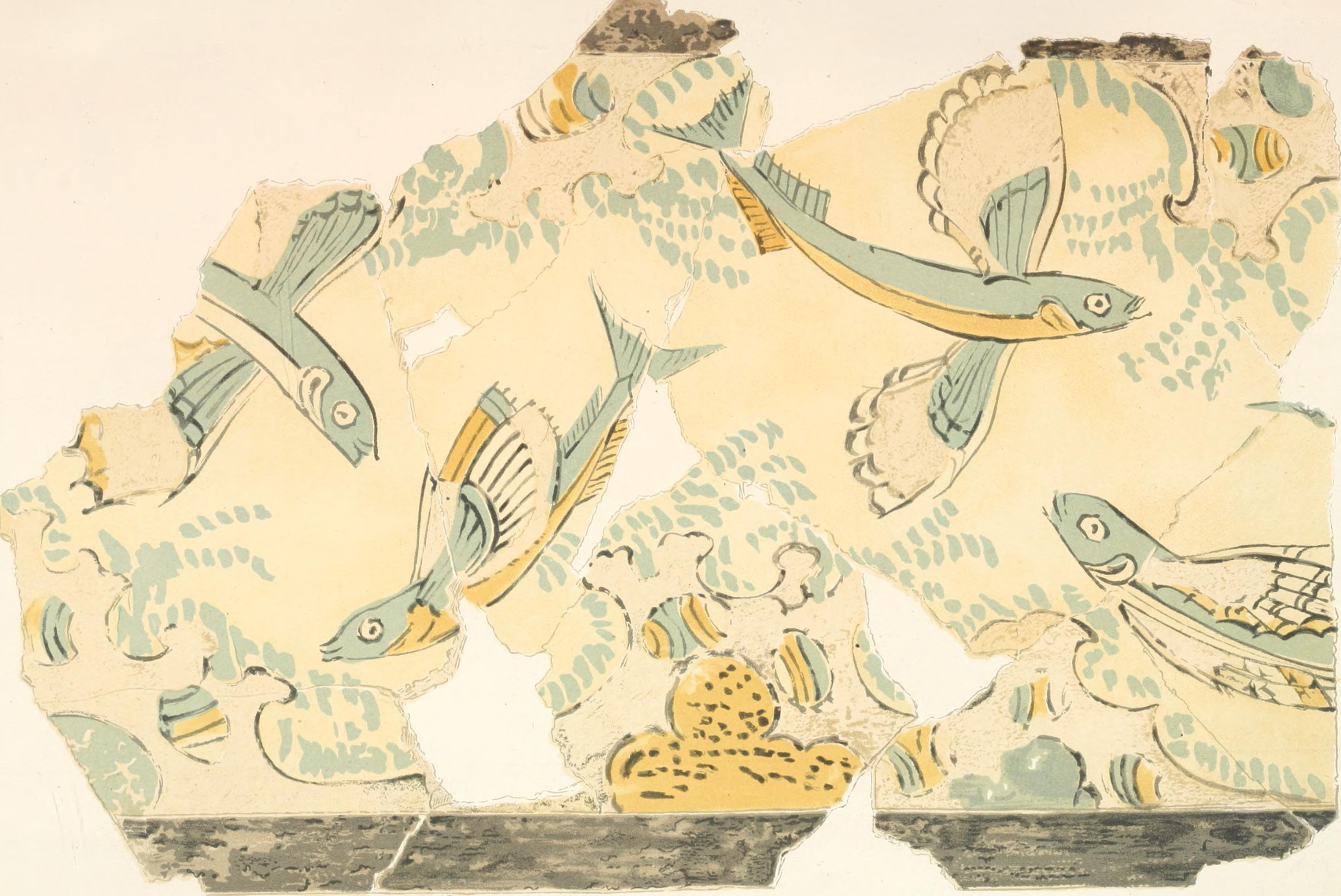
Летучие рыбки. Фреска из раскопок в Филакопи

Написанная Маккензи глава была озаглавлена «Последовательность поселений в Филакопи в связи с эгео-критянским влиянием». Археолог представил чёткое описание последовательной смены культурных слоёв в Филакопи, для чего ему пришлось решать вопрос об отношениях древних обществ Крита и Киклад. Следует, однако, учитывать, что ко времени выхода отчёта Маккензи он уже четыре года работал с Эвансом на Крите, поэтому значительно упорядочил собственные представления. Маккензи полагал, что в эпоху Среднего царства на Крите (Стародворцовый период) между Кноссом и Кикладами существовал интенсивный торговый обмен, но не было политического контроля. Хотя Эванс и Маккензи предполагали существование «Эгейской лиги» в эпоху позднего бронзового века, но, по-видимому, Киклады сохраняли значительную степень самостоятельности. Маккензи разделял взгляды Эванса на мирный характер критской цивилизации, а также представления о микенцах как более низких по уровню развития завоевателях, чьё появление в Эгеиде знаменовало фазу упадка. Именно микенцы, теснимые ахейцами с севера, ответственны за уничтожение минойских достижений и упадок эгейского мира. Судя по раскопкам мегарона в Филакопи (так называемое Третье поселение), он ближе к постройкам Микен и Тиринфа, и был построен в результате переселения материковых жителей на острова. Маккензи полагал, что микенцы завоевали и Крит, и обнаруженные им свидетельства позволяли сделать вывод, что чужаки, незнакомые с местным образом жизни и установлениями, «привили новую ветвь к древу минойской цивилизации». Перечисленные идеи упоминаются в переписке Маккензи уже с 1900 года, и в дальнейшем были развиты в серии статей о критских дворцах: всё микенское — «уродливое и упадническое», всё критское — «прекрасно».

## Первый критский период (1900—1910)

### Эванс и Маккензи

Артур Эванс, архитектор Теодор Файф и Дункан Маккензи (справа) на раскопках в Кноссе

В конце 1899 года, получив стипендию на работы в области классической археологии в Риме, Маккензи обосновался в Вечном Городе (вплоть до 1910 года) вместе с сестрой Кристиной, которая по-прежнему вела его хозяйство. Планы дальнейшей работы резко поменялись после того, как в марте 1900 года археолог получил телеграмму Артура Эванса, который звал его заняться раскопками в Кноссе. Эванс предлагал должность заместителя, независимость от Археологической школы и жалованье в 60 фунтов за 4 месяца работы, не считая оплаты дорожных расходов и бытовых нужд на время экспедиции. 16 марта Дункан Маккензи ответил: «Отбываю следующим же бортом». Джоан Эванс в биографии своего сводного брата так описывала отношения Артура и Дункана:

Эванс пригласил своим ассистентом Дункана Маккензи… рыжеволосого шотландца, говорившего с едва уловимым горским акцентом. У него был капризный характер, он отлично владел языками и имел большой опыт ведения журналов раскопок. Артур Эванс признавал его дарования и неизменно терпел капризы и мнительность. Помимо общего руководства его основной задачей было определение места, где именно вести раскопки и экспертиза всего, что было найдено. Эти задачи требовали приложения его невероятной интуиции к древностям…
Первая книжка кносских дневников Маккензи начинается записью от 11 часов утра пятницы, 23 марта 1900 года. В этот день он высадился в Ираклионе и появился на раскопе. Его приглашение к Эвансу определялось тем фактом, что британец не хотел, чтобы Археологическая школа контролировала работы на земле, выкупленной в собственность Критским фондом, а бывший директор Школы Хогарт также его не устраивал. Маккензи оказался в Кноссе почти случайно — и остался там в общей сложности на 30 лет. Уже через неделю после начала раскопок были сделаны замечательные открытия, в том числе целый архив глиняных табличек с линейным письмом Б. До 1910 года длился первый кносский сезон, когда был раскопан почти весь Кносский дворец, и Маккензи неизменно был бригадиром над рабочими — общее их число в конце концов достигло 200 человек. Важнейшее его достижение — журналы раскопок, являющиеся почти единственным источником полевых материалов; Эванс вёл сколько-нибудь подробные записи только в первый сезон 1900 года, но они обыкновенно касались отдельных предметов и объектов, его интересовавших. Отчёты и журналы Маккензи образуют единый и непрерывный массив документов. Бумаги Маккензи демонстрируют определённую эволюцию: до 1902 года это именно дневники, фиксирующие процесс повседневной работы, а с 1903 года появляются обобщающие пассажи, в которых осмысливалась проделанная за большой срок работа. Всего сохранилось 26 книжек дневников Маккензи. Они составляют единое целое, переплетены, странички преимущественно формата 18 × 11,5 см, исписаны карандашом по оборотной стороне, лицевая оставлялась под зарисовки и дополнительные записи. Только дневники сезона 1900 года были переписаны автором набело чернилами. Помимо собственно дневниковых записей Маккензи вёл отдельные журналы керамики, которых от 1901—1904 годов сохранилось пять. В 1920-х годах все записи о керамике заносились в общие журналы.
Американская исследовательница Кэти Гир (Чикагский университет), проанализировав полевые дневники Эванса и Маккензи сезона 1900 года из архива Эшмоловского музея, обратила внимание на разницу их подходов. Записи Маккензи содержат описание внешних особенностей найденных объектов и точную фиксацию места их находок. Эванс сосредотачивался на отдельных артефактах и пытался применять к ним названия, известные из мифологии. Так, объект, найденный 26 марта 1900 года, Маккензи описал так: «глиняная фигурка, полированная, лепная, женская, без ног и с повреждённой поверхностью там, где ноги переходят в туловище». Эванс ту же фигурку в своём дневнике называл не иначе как «Афродита Кносская».

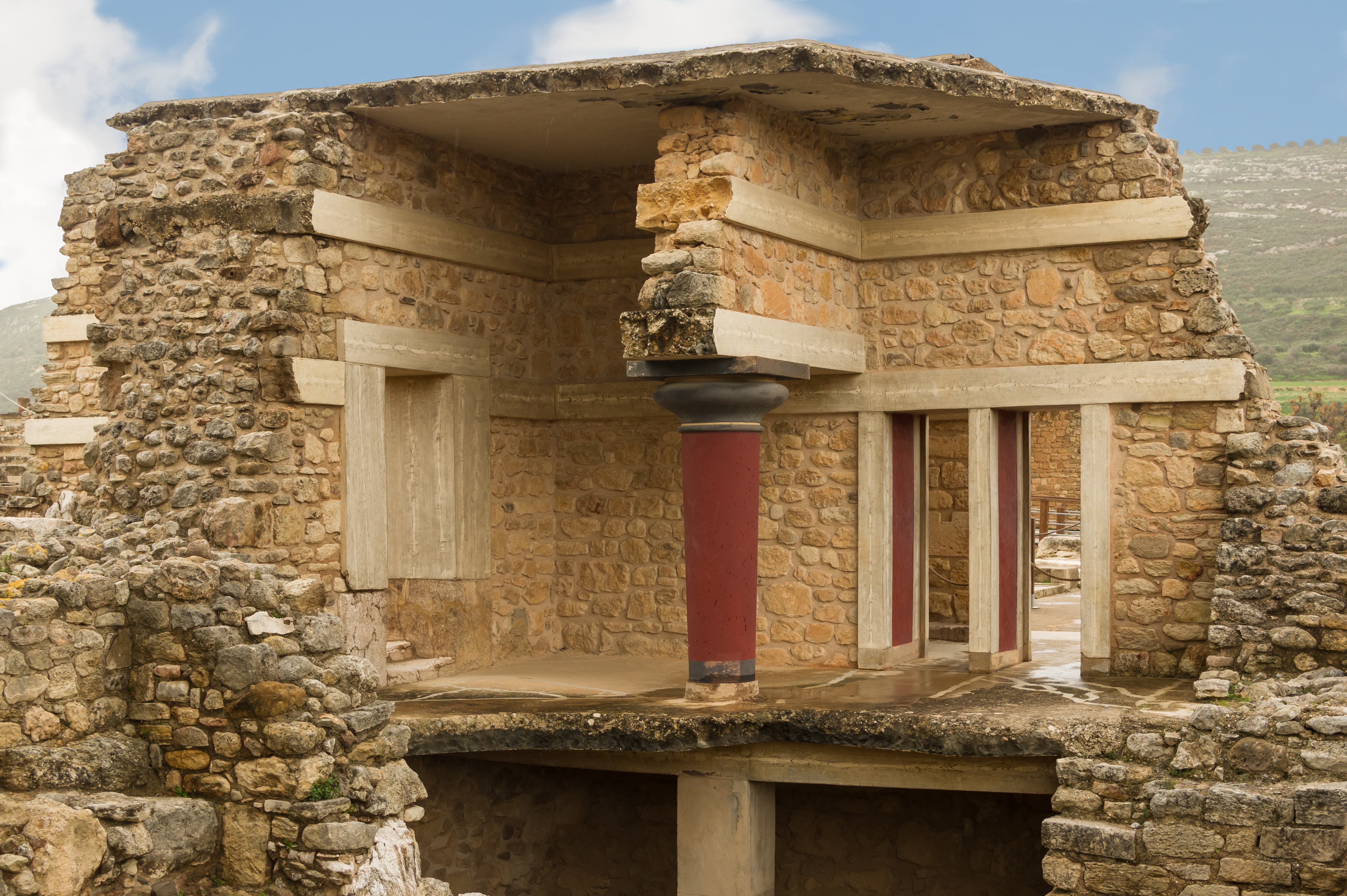
Южные пропилеи Кносского дворца. Фото 2015 года

По замечанию Н. Момильяно, дневники Маккензи являются его величайшим вкладом в археологию. Без этого фундамента А. Эванс не смог бы публиковать подробных отчётов, выходивших ежегодно между 1900 и 1905 годами в Британской археологической школе. По Момильяно, многие пассажи и целые страницы «Дворца Миноса в Кноссе» — лишь отредактированные полевые записи Маккензи. Многие пассажи повторялись почти дословно, причём иногда Эванс воспроизводил и явные ошибки Маккензи, как в случае с измерением толщины керамических изделий. Эванс признавал факт заимствования и использования материалов Маккензи. Однако часто Эванс, развивая идеи Маккензи, приходил к оригинальным выводам. Так, если Маккензи сравнивал так называемую «Королевскую виллу» с миниатюрным дворцом, то Эвансу бросилось в глаза явное сходство симметричного построения колонного зала с позднейшими христианскими базиликами, хотя впервые этот термин использовал также шотландец. Однако Эванс всегда умел отдельные идеи Маккензи помещать в значительно более широкий исторический контекст и приходить к собственным оригинальным выводам, как в случае с базиликой: от критских построек произошли мегароны гомеровской эпохи, которые эволюционировали далее. Идеи реставрации, которую Эванс именовал «возрождением» и которая активно критикуется современными исследователями, отчасти, были основаны на наблюдениях Маккензи или его предположениях, как выглядели те или иные постройки. Сэр Леонард Вулли в воспоминаниях 1962 года заявил, что Эванс и Маккензи много лет систематически фальсифицировали минойские древности, в том числе хрисоэлефантинные статуэтки богинь, поступившие затем в музеи Бостона, Оксфорда и Ираклиона. Кеннет Лапатин, основываясь на суждениях немецких археологов, относил эпизод со статуэтками примерно к 1923—1924 годам; подробное их описание дано в третьем томе монографии Эванса «Кносский дворец», опубликованном в 1931 году.

Д. Маккензи. Стратиграфия Западного двора Кносского дворца. Схема воспроизводилась в отчёте А. Эванса 1905 года и монографии The Palace of Minos (1921, Vol. I, P. 33)

Дневники Маккензи 1900 года, отчёт Эванса и письмо Маккензи Эвансу от 5 февраля 1901 года свидетельствуют, что именно шотландец предложил трёхфазную периодизацию кносских находок:
1. «Дворец Камарес» (раннедворцовая эпоха);
2. «Микенский дворец» (новодворцовая эпоха);
3. «Фаза упадка» (эпоха вторичной застройки).

Эта периодизация была построена на раскопках западного двора Кносского дворца, его западной колоннады и особенно Южных пропилей. В 1905—1906 годах Маккензи опубликовал две статьи по датировке минойской керамики, которая служила подтверждением созданной ранее периодизации. Его материалы по керамике и табличкам с надписями были включены Эвансом в книгу, изданной к первому международному археологическому съезду в Афинах. После 1906 года Маккензи не публиковал работ, специально посвящённых раскопкам в Кноссе. Значительная часть его работ 1920-х годов вошла в монументальный труд Эванса «Кносский дворец».
Несмотря на отличные навыки в стратиграфии, проявленные в Филакопи, Маккензи использовал в Кноссе иные методы. Например, он делил участки в 2—3 квадратных метра между равным числом рабочих (минимум 3 человека на участок), после чего они должны были достигнуть определённой глубины — от 2 до 6 метров. Более того, как минимум однажды он использовал взрывчатку, чтобы вскрыть слои пород к северу от Амфитеатра.
В периоды отпуска Маккензи уезжал на раскопки в Фест, где сдружился с Федерико Хальбхерром и его итальянскими коллегами. Помимо собственно археологических раскопок, в обязанности Маккензи входило сопровождение туристов, посещавших Кносс. Это были иностранные путешественники, британские офицеры, представители знати и даже Айседора Дункан. Такие обязанности явно тяготили шотландца или вызывали раздражение, которое иногда прорывалось в письмах к Эвансу. Если визит четы герцогов Коннот прошёл очень легко, то Маккензи был шокирован поведением А. Дункан, которая устроила танец на Большой лестнице Кносского дворца. Потом Эванс не один раз поддразнивал его этой историей. При этом, судя по воспоминаниям архитектора Пита де Йонга, Маккензи живо интересовался народной культурой критян, и был не чужд традиционных песен и плясок, и вообще стал в среде греков «своим человеком», его даже приглашали на крестины, хотя он не был религиозен. Он мог одновременно дружить с греческим священником из деревни Фортеца близ Кносса и дервишским шейхом-албанцем.

### Вне Крита (1900—1910)

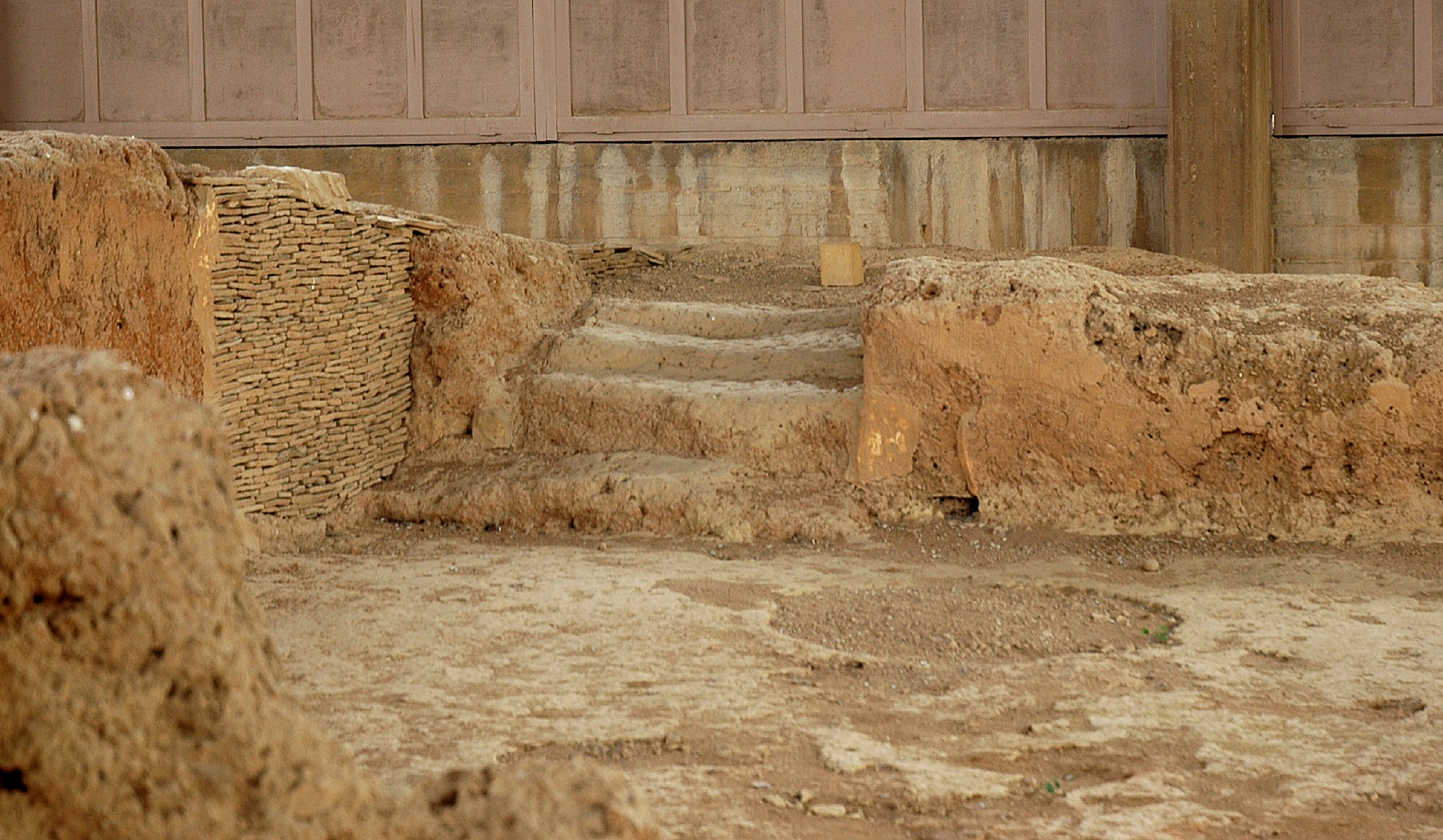
Руины дворца в Лерне, известного как Дом с черепицей (XXII века до н. э.). Строителями дворца могли быть пеласги или минийцы

Несмотря на огромную занятость на Крите, в 1900—1910 годах (за исключением сезона 1906 года) Маккензи проводил в Кноссе лишь часть года — с февраля по июнь или июль. Эванс оставался главным его работодателем, однако в 1903—1906 годах Маккензи выиграл грант Фонда Карнеги, который позволил ему вести параллельную работу. Грант Карнеги позволил ему путешествовать по Европе, Балканам и Ближнему Востоку (он побывал в Иерусалиме), посещать интересующие его раскопки и музеи. Так, в октябре 1904 года шотландец работал в Саккаре, а в 1905 году — на Сицилии. Отчёты Маккензи не сохранились, но публикации позволяют понять круг его занятий. В 1905—1908 годах он опубликовал четыре большие статьи о критских дворцах, в которых главным образом пытался отождествить археологические культуры с ареалом древних племён, упомянутых в классических источниках — ахейцами, пеласгами, этеокритянами и дорийцами, и другими. Он решительно полемизировал с Дёрпфельдом, который считал, что минойцы и ахейцы были единым народом, и отождествлял его с карийцами классической древности. Основанием для доказательства «непрерывности эгейской расы» была преемственность архитектуры и стиля искусства минойских дворцов. Также Маккензи отрицал, что микенцы были греками, он их считал именно пеласгами.
Поскольку из-за постройки виллы в Кноссе и недостатка средств на раскопки в сезон 1906 года Эванс не вёл работ, Маккензи провёл этот год в Италии. Весной он попытался реализовать программу исследования на Сардинии, и привлёк для её реализации Британскую археологическую школу в Риме. В том же году осталось вакантным место директора Археологической школы в Афинах, с которой Маккензи не вёл дел уже семь лет. Эванс, будучи членом попечительного совета Школы, предложил кандидатуру своего главного помощника. Письмо Маккензи от 15 февраля 1906 года демонстрировало его колебания, поскольку шотландец вовсе не желал административной работы и считал идеальным для себя продлить грант Карнеги и работать под началом какого-либо известного учёного. Наиболее приоритетными для себя он считал греческие тёмные века, для изучения которых хотел вести параллельные раскопки на Крите и в Лаконике. Эванс регулярно извещал Маккензи о ходе баллотировки, так, Кембриджский университет лоббировал кандидатуру Джона Майерса, что устраивало шотландца. В итоге в окончательную тройку кандидатов Маккензи не попал, а все кандидаты были представителями Кембриджа. Это неожиданно вызвало раздражённую реакцию Маккензи, который писал Эвансу, что в Школе его явно не рассматривают как самостоятельную фигуру и не дадут возможности для научного развития. Поэтому Маккензи вернулся к сардинскому проекту, формальным главой которого был вновь назначенный директор Римской археологической школы Томас Эшби. Маккензи также получил гостевой грант на 1907 год. Маккензи и Эшби работали на Сардинии в осенние сезоны 1907, 1908 и 1909 годов, когда шотландец заканчивал свои обязанности на Крите. Параллельные работы вызвали интерес Маккензи к теориям Джузеппе Серджи — апологета существования единой «средиземноморской расы», носительнице мегалитической культуры. С 1905 года на Крите проводились краниологические измерения, со следующего года подобные исследования осуществлялись и на Сардинии.

## Палестина и Судан (1910—1913)

Местные жители у дольмена в Бейт-Шемеш. Иордания, 1911 или 1912 год

К 1910 году Артур Эванс предполагал, что все важнейшие открытия в Кноссе уже осуществлены, и рассчитывал заняться обобщением находок. Маккензи оказывался не у дел, однако ещё в 1909 году Фонд исследования Палестины лишился своего главы Роберта Макалистера, ушедшего в отставку. Его преемником стал Арчибальд Дики, который был знаком с Маккензи ещё с 1896 года, и предложил его кандидатуру на должность главного археолога. Маккензи колебался, поскольку египетская Служба древностей предлагала ему постоянную должность в Египте или Судане; с другой стороны, ему было 48 лет, и он больше не мог оставаться в подчинённом положении. Не было проблем и с лояльностью Эвансу и Хогарту, поскольку оба они состояли в исполнительном комитете Палестинского фонда. Именно палестинская эпопея Маккензи является единственным хорошо документированным периодом в его жизни.
В 1900-е годы Маккензи на средства гранта Фонда Карнеги побывал в Турции, Египте и Палестине, но никогда не интересовался специально археологией библейских стран и не владел арабским или турецким языками. Однако на него работали его лингвистические таланты и большой опыт археолога-полевика, то есть на его стороне была наработанная репутация. В 1910 году перед ним была поставлена задача раскопать Айн-Шемс, что в 20 милях к западу от Иерусалима; то есть основное место раскопок Маккензи не выбирал. Задолго до начала работ руководство Палестинского фонда (в частности, преподобный Джордж Адам Смит) пришло к выводу, что Айн-Шемс — это библейский Бейт-Шемеш, упоминаемый как пограничный город между коленом Иудиным и Дановым, а также одно из мест остановки каравана филистимлян, возвращающего Ковчег Завета после кражи. В марте 1910 года Маккензи прибыл в Константинополь, чтобы получить разрешение на раскопки, и шутил в одном из писем, что «львы Иудины ныне зависят от концессии, предоставляемой британским львом». Из-за конфликта разных сторон — разрешения добивались и французы — Маккензи не стал ожидать, и совершил короткую поездку через Айн-Шемс и Гат, Телль-эль-Хеси, Ашдод. Разрешение на раскопки было дано в июне 1910 года, и в июле Маккензи вернулся в Иерусалим. Однако работы так и не начались: власти в Стамбуле заявили, что разрешение утрачено в результате пожара и его необходимо оформить заново. Были серьёзные проблемы и с назначением чиновника, который должен был осуществлять официальный надзор за работами с турецкой стороны. Утомлённый ожиданием, Эванс в компании с фотографом Фрэнсисом Ньютоном отбыл в Моав на двухнедельную разведку. Поездка в результате продлилась до Петры. Эта поездка, не согласованная с начальством Фонда, вызвала в Лондоне опасения — так начался конфликт Маккензи с его работодателем; не слишком гладкими были и отношения с шейхами местных племён.

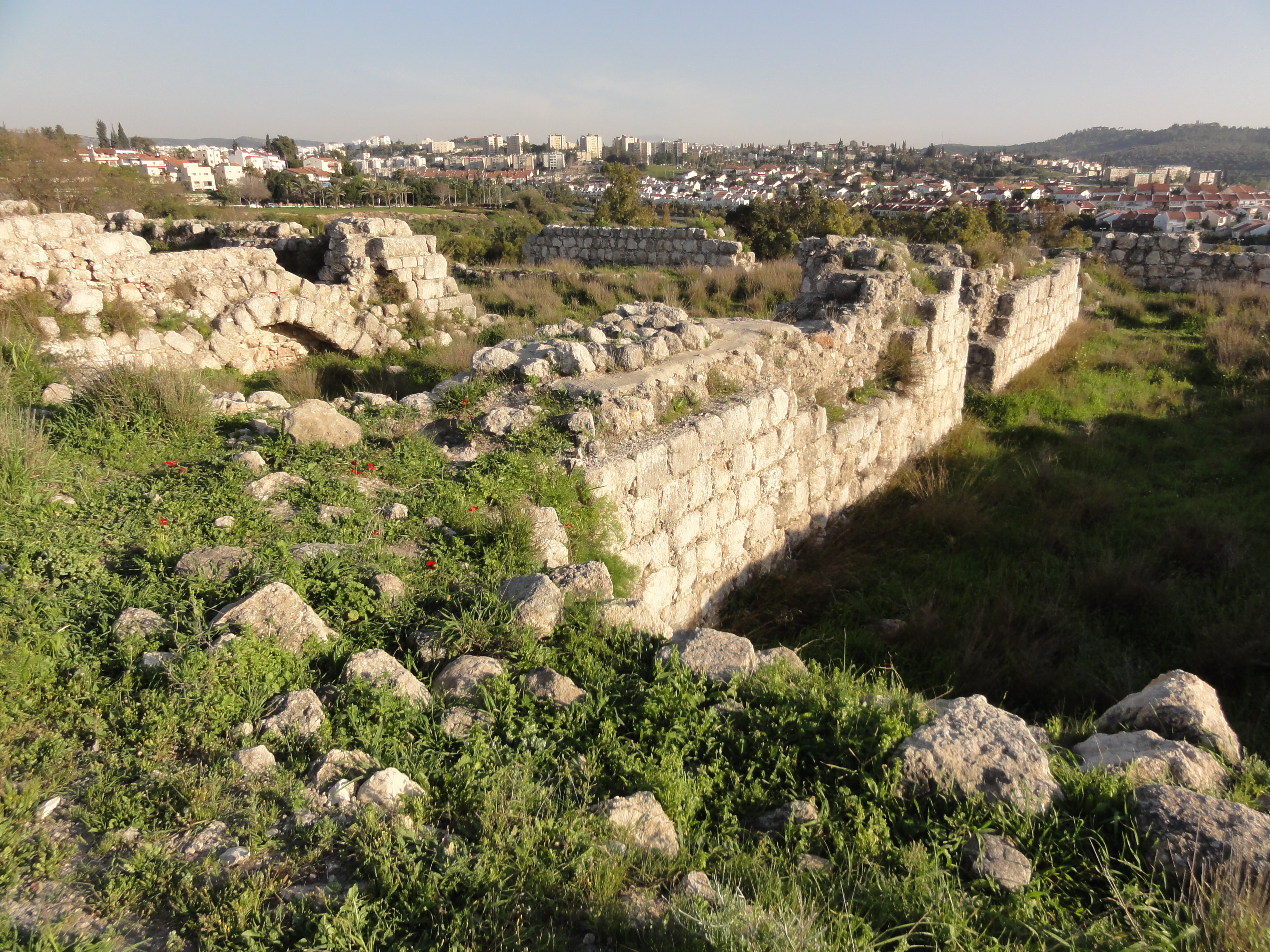
Развалины древнего Бет-Шемеша. На заднем плане — современный город. Фото 2011 года

В результате многочисленных проволочек раскопки в Айн-Шемсе начались только в шесть часов утра 6 апреля 1911 года, что было зафиксировано самим Маккензи в рабочем журнале. Первый сезон раскопок продолжался до 12 августа; работы велись силами местных жителей, общее их число доходило до 70, две трети которых были женщины и дети. Новшество, которое опробовал Маккензи в Палестине — это закладка многих шурфов на большой территории, то есть специальные стратиграфические раскопки, необходимость которых в те годы только начинала осознаваться. Успешные раскопки омрачались бюрократическими претензиями Фонда, а также тем, что Маккензи ещё в предыдущем году заболел дизентерией, давшей сильный рецидив, и тем, что почти все рабочие в августе были поражены злокачественной малярией, из-за которой гибли целые семьи. Маккензи вынужден был превратить свою резиденцию в полевую амбулаторию и приобрёл среди местных жителей славу великого медика. В результате к нему потянулись жители пустыни, страдавшие от офтальмии. Эпидемия совпала с приказом из Лондона сократить расходы и ограничить число раскопщиков 60 человек. Примечательно, что автором этого предложения был Артур Эванс. Была и другая проблема: количество рабочих сокращалось из-за того, что сионисты открыли в окрестностях лагеря спиртовой завод и вербовали работников, преимущественно, женского пола. Прервав работу, Маккензи отбыл в Афины, желая отдохнуть от Палестины. В столице Греции Дункан Маккензи начал статью о мегалитах Палестины, но не стал заниматься отчётом для Палестинского фонда, что сильно раздражало его начальство. Вопрос упирался в общую сумму расходов, которая достигла 1897 фунтов, которые никак не были обоснованы. В ответ Маккензи писал, что даже к ноябрю 1911 года не оправился от кишечного заболевания.

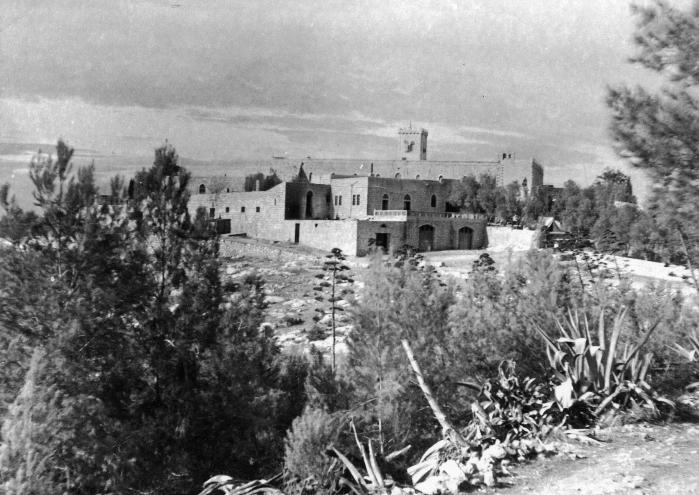
Монастырь Бет-Джималь. Фото 1948 года

В декабре 1911 года удалось возобновить работы в Айн-Шемсе, на которых Маккензи и фотограф Ньютон провели до конца января 1912 года. На сей раз они квартировали в салезианском монастыре Бет-Джималь. В феврале он вновь прервал раскопки: Эванс пригласил его в своё имение Юлбери (под Оксфордом), чтобы всё-таки подготовить сводный отчёт о работах, начиная от назначения в 1909 году. Комитет Палестинского фонда объявил ему выговор и обязал представлять отчёты поквартально. В марте 1912 года Маккензи вернулся в Палестину, и, в соответствии с указаниями Фонда, ограничил экспедицию 65 рабочими. Отчёты теперь поставлялись регулярно, а в апреле-мае вышла 35-страничная статья о раскопках в Айн-Шемсе. Главным открытием Маккензи явились несомненные следы кипро-эгейского влияния, которые обнаруживались начиная с 1400-х годов до н. э. Здесь в полной мере пригодились навыки Маккензи и его опыт в минойской археологии, поскольку ему удалось выявить связи между минойцами и филистимлянами. Он также выдвинул гипотезу о происхождении филистимлян из Анатолии. Раскопки Маккензи привлекли внимание духовных особ, окормлявших Палестину, там постоянно присутствовали французские доминиканцы из иерусалимской École Biblique и немецкие бенедиктинцы с Сиона. В остальном работа шла тяжело, и Маккензи полушутливо сформулировал два закона археолога. Во-первых, самые важные находки осуществляются в конце сезона и часто случайным образом; во-вторых, работники тяжело заболевают именно тогда, когда в них существует наибольшая необходимость. Действительно, Фрэнсис Ньютон был поражён дизентерией за неделю до конца сезона, когда последовали самые интересные находки. Именно когда были обнаружены подземные — явно культовые — сооружения, Палестинский фонд принял решение закрыть раскопки и уволить Маккензи. Он был предупреждён, что должен явиться для отчёта в Великобританию к 15 сентября 1912 года. Исследователь не хотел прекращать работ и рассчитывал так или иначе, что в Фонде оценят значение новых находок. Руководство Фонда, однако, настаивало, что Маккензи понятия не имел о дисциплине и исполнении приказов. В Лондоне пришли к заключению, что находки важны с исторической точки зрения, но недостаточно сенсационны, чтобы продолжать их финансирование.
В октябре 1912 года Маккензи отбыл в Каир, рассчитывая найти работу в Судане. Ему удалось получить 100 фунтов, необходимые для завершения работ в Бет-Шемсе, которые были кончены к декабрю. В январе 1913 года Дункан Маккензи был окончательно уволен, не закончив сортировать керамические материалы и опубликовав лишь краткий отчёт о декабрьских открытиях. К августу 1913 года Маккензи испытывал такие финансовые трудности, что был готов поступиться гордостью и вновь вернуться к работе в Фонде. Однако в октябре эта переписка неожиданно прервалась и никогда не имела продолжения. К тому времени он успел поучаствовать в экспедиции в Судане, финансируемой сэром Генри Уэллкомом. Маккензи копал в Сакади (20 км от Джебель-Мойя) между 29 января и 25 февраля 1913 года, и обнаружил грубую каменную кладку; в конце концов придя к выводу, что исследует постройки христианской эры. Далее его перебросили в Дар-эль-Мек, записи в дневнике об этих работах датированы 5—14 марта 1913 года. Статус Маккензи был ещё ниже, чем в Палестине, вдобавок, он тяжело заболел и вновь оказался не у дел; в результате он вернулся в Афины.

## Второй критский период (1914—1934)

### Маккензи в Юлбери
Судя по переписке Алана Уэйса — директора Британской археологической школы в Афинах — с Эвансом, в 1913—1915 годах Маккензи безвыездно жил в Афинах, по-прежнему испытывая финансовые трудности. В июне 1914 года Эванс пригласил его к себе в Юлбери, чтобы провести некоторые работы в Англии, и прислал 100 фунтов, чтобы археолог расплатился с долгами и купил себе билет. Маккензи деньги взял, но из Афин так и не уехал, что привело к ссоре с Эвансом. Судя по переписке, шотландец вообще не предпринимал усилий, чтобы изменить своё положение и отказывался сотрудничать со Школой. Наконец, в июне 1915 года Маккензи перебрался к Эвансу в Юлбери. Воспоминания о его пребывании оставил пасынок Эванса — Джеймс Кенди, — который утверждал, что Маккензи, кажется, совершенно серьёзно верил в «малый народец» и общался с призраком утопленника в местном озере. Маккензи вернулся к критским материалам и смог опубликовать статью о древней Газе, подытожив, таким образом, свои палестинские раскопки. Маккензи до 1926 года квартировал в Юлбери, и приезжал в имение даже после того, как занял пост куратора Кносского археологического музея. Вернувшись в Англию, он несколько раз ездил к родным в Шотландию: семья Маккензи жила в деревне Мюир в Орде. У Эванса Маккензи существовал на особом положении, — например, он был единственным, кому позволялось пользоваться хозяйской библиотекой. В период 1915—1921 годов Маккензи заново просматривал свои журналы, которые использовались для подготовки эвансовского «Дворца Миноса»; он же сортировал сотни фотографий, сделанных в предыдущее десятилетие; их нумеровали и располагали сообразно топографии. Отношения между Эвансом и Маккензи оставались сложными: однажды англичанин назвал шотландца «слабаком». Сэра Артура раздражало, что Дункан поздно вставал и страдал желудочным заболеванием. В 1919 году Маккензи понадобилась серьёзная операция, и потребовалось несколько недель на выздоровление, причём к январю 1920 года он ещё не оправился в полной мере.

### Возобновление раскопок в Кноссе. Куратор музея

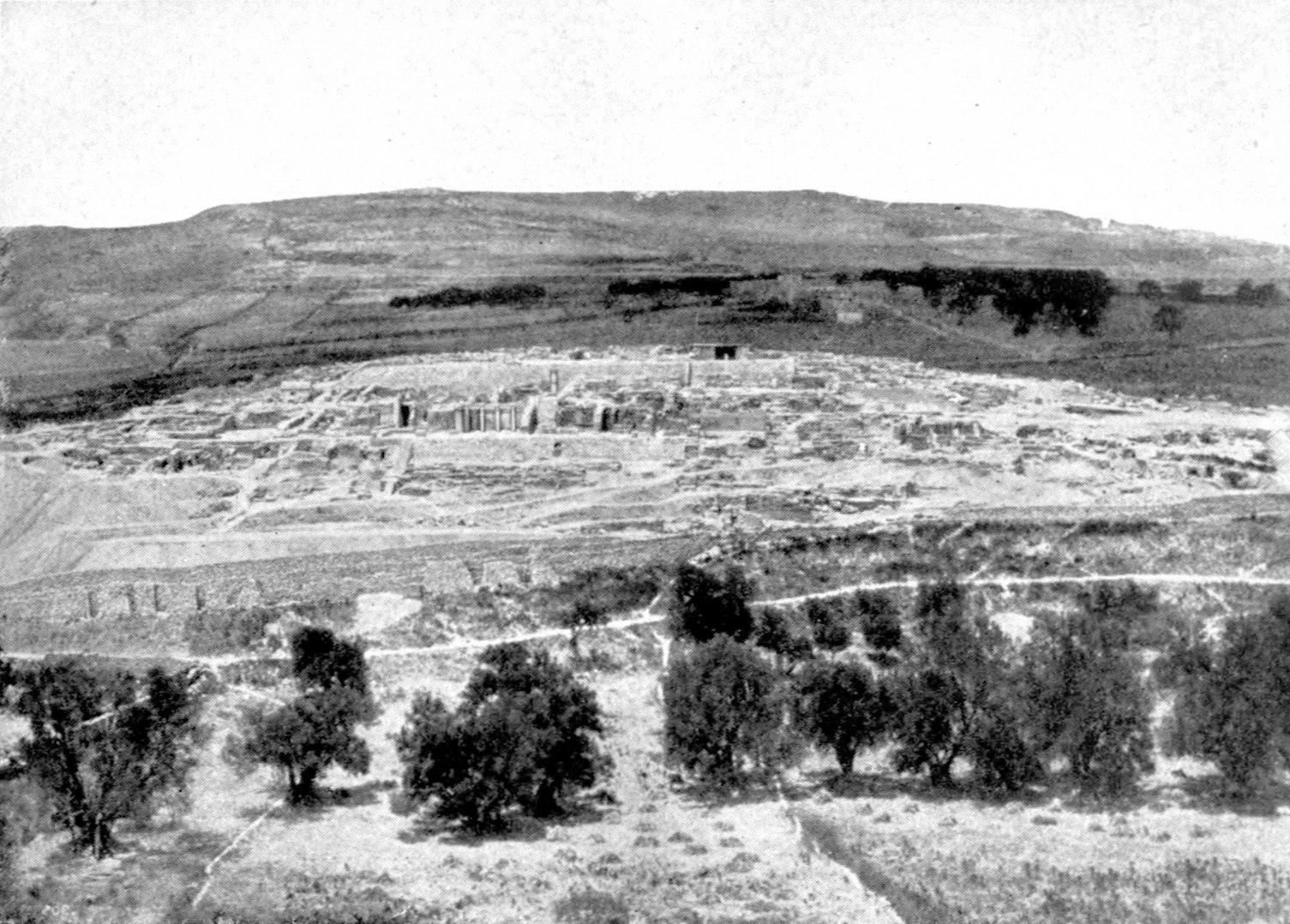
Общий вид раскопок Эванса в Кноссе. Фото 1911 года

Летом 1920 года Маккензи командировали в Кносс, чтобы он оценил состояние руин дворца и эвансовской «виллы Ариадны». В письмах из Ираклиона содержалось множество жалоб на то, что руины оплыли и заросли, ответственность за это возлагалась на Хадзидакиса — хранителя заповедника. Состояние руин произвело крайне негативное впечатление на Алана Уэйса и Карла Блегена, которые посетили Кносс; французский археолог Реноден попенял Маккензи, что памятники Феста поддерживаются в должном состоянии. Маккензи много общался и дискутировал с Уэйсом и Блегеном, которые хотели пересмотреть датировку минойской цивилизации и отрицали некоторые выводы английских исследователей. Если Маккензи иронизировал над молодыми коллегами, то Эванс воспринимал их идеи крайне болезненно и однажды обозвал «молодыми варварами». С 1922 года в Кноссе возобновились раскопки, которые продолжались до 1925 года и должны были подготовить работы по восстановлению дворца. Эванс вернул Маккензи на прежнюю должность — старшего помощника и главного специалиста по раскопкам.

Пит де Йонг. Карикатура на Д. Маккензи, 1922—1926

Раскопки в 1924—1925 годах явили миру несколько интересных объектов, в частности, так называемый «караван-сарай» и публичные бани. Эванса сопровождали Фрэнсис Ньютон и архитектор Британской школы в Афинах Пит де Йонг, который оставил несколько карикатур на своего патрона и коллег, включая Маккензи. В 1924 году Эванс принял решение передать Кносский дворец (который был его личной собственностью с 1900 года) на баланс Британской археологической школы в Афинах и назначил жалованье для его куратора — 200 фунтов стерлингов в год плюс 50 фунтов стерлингов на проезд и другие расходы. Все формальности были завершены к 1926 году; первым куратором был назначен 65-летний Дункан Маккензи. По условиям контракта он должен был находиться в Кноссе с 15 февраля по 15 августа (или — по желанию — и дольше) с проживанием на «вилле Ариадны», за что не нёс никаких дополнительных расходов. Его главной обязанностью был надзор за имуществом заповедника в целом, сохранностью исторических руин и музейных экспонатов; а также виноградниками и прочим подсобным хозяйством. Маккензи предстояло произвести полную инвентаризацию (одни только корзины с рассортированными черепками занимали множество помещений) и в дальнейшем предоставлять отчёты директору Школы. Также он был обязан демонстрировать руины туристам, за что ему дополнительно полагалось 30 фунтов стерлингов. Контракт был подписан на 3 года с правом продления, но, как оказалось, археолог не смог проработать даже до срока его завершения. В 1927 году за свои заслуги Маккензи был также принят почётным членом Германского археологического института.
Ещё в письме Ричарда Зигера от 18 июня 1923 года, адресованном Карлу Блегену, упоминалось, что Маккензи стал злоупотреблять алкоголем и приобрёл весьма сомнительную славу среди местных жителей. Кроме того, Маккензи связывали близкие отношения с главным управляющим хозяйством «виллы Ариадны» Али Баритакисом, чья кончина в 1927 году нанесла шотландцу сильную эмоциональную травму; о чувстве одиночества он писал Эвансу как минимум в двух сохранившихся письмах. Эванс уже в 1926 году пришёл к выводу, что ошибся, сделав Маккензи куратором, о чём писал Дж. Кенди. Эванса раздражало, что Маккензи вновь болен (он перенёс тяжёлый грипп и врач советовал лечиться горным воздухом), кроме того, он сильно ослаб и одряхлел, и приобрёл привычку спать после обеда. Руководство Британской археологической школы также пришло к выводу, что Маккензи не справляется, и ряд его обязанностей управляющего переложили на греческих сотрудников, что сам шотландец воспринял очень положительно.

### Отставка. Последние годы жизни

Дункан Маккензи в 1920-е годы

Судя по переписке и суждениям очевидцев, к 1929 году отношения Эванса и Маккензи совершенно разладились. Руководство афинской Археологической школы также было раздражено почти двухлетним конфликтом Маккензи с управляющим Кости; шотландец ухитрился рассориться даже с греческими рабочими, с которыми отлично ладил все предшествующие годы. Алкоголизм Маккензи (как Эванс его определял) в конечном итоге разозлил сэра Артура окончательно. В этом вопросе нет ясности: Пит де Йонг утверждал, что несмотря на все рассказы, Маккензи умеренно употреблял алкоголь и архитектор не видел его откровенно пьяным. 19 июня 1929 года на раскопе произошёл следующий инцидент: Эванс нашёл Маккензи в крайне возбуждённом состоянии, и обвинил его в пьянстве, приказав немедленно уволить. Поскольку ближайший пароход отправлялся позднее, его оставили на вилле, и нашли наутро, спящим сидя, положив голову на тарелку. Де Йонг считал, что это был инсульт или сердечный приступ. Эванс распорядился немедленно от него избавиться, хотя и положил для Маккензи небольшую пенсию. Кэти Гир (не уточняя свои источники), писала, что Эванс расстался с Маккензи «неохотно», в связи с тем, что его поведение становилось «всё менее предсказуемым».
По утверждению Николетты Момильяно, увольнение стало для безденежного и не имевшего семьи Маккензи сильным ударом, который ухудшил его психическое состояние. Его младшая сестра Кристина Руффино (которая вышла замуж за итальянца и жила в Пьетрасанте) полагала, что именно резкость Эванса стала основной причиной сумасшествия Дункана. Пит де Йонг также писал жене, что выбросить Маккензи на улицу после 30-летней службы было слишком жестоко и это сломило его. В конце июня 1929 года Маккензи вернулся в Афины. По мнению Николетты Момильяно, археолог, вероятно, рассчитывал, что его позовут обратно, но всё было тщетным; ситуация до известной степени напоминала ту, что сложилась между Маккензи и Палестинским фондом. К осени состояние Маккензи стало таким буйным, что вице-консул Великобритании Уркхарт вмешался в ситуацию лично и поместил отставного археолога в психиатрическую больницу. К марту 1930 года состояние Маккензи не улучшилось: он потерял все зубы, изорвал одежду и разбил или испортил всю обстановку в своей комнате.
Лечащий врач поставил Маккензи диагноз «атеросклероз». Было решено обратиться к родственникам, однако в живых из его братьев и сестёр остались только старший брат Кеннет, эмигрировавший в Канаду (его сын Алистер по-прежнему оставался в Шотландии) и Кристина Маккензи-Руффино. Дирекция Германского археологического института и Британской школы в Афинах обратились именно к К. Руффино: она сразу же согласилась забрать брата к себе, рассчитывая, что семейное окружение поможет ему оправиться. Назначенной ему пенсии 150 фунтов в год было слишком мало, чтобы жить в Британии, но должно было хватать для Италии. Из-за особенностей бюрократии при режиме Муссолини, оказалось чрезвычайно сложным оформить переезд Маккензи, но всё-таки к апрелю 1930 года всё прошло благополучно. Однако состояние его было таким, что бывшего археолога пришлось поместить в клинику для буйных «Вилла Адриатико» в Пезаро. Там Маккензи и скончался 25 августа 1934 года в возрасте 73 лет. В заключении о смерти был поставлен диагноз «сенильная деменция».
Попечительский совет Британской археологической школы предложил Эвансу написать некролог, но тот предпочёл упомянуть о Маккензи в предисловии к последнему тому «Дворца Миноса», вышедшего в свет в 1935 году. Кристина Руффино после смерти брата просила у Школы материальной помощи, чтобы переместить останки Маккензи во Флоренцию и поставить ему памятник, но ей было отказано. Место захоронения Маккензи неизвестно. Оставшийся от Дункана Маккензи небольшой археологический музей его сестра передала Университету Пизы; коллекция включала кикладских идолов, критские печати, обсидиановые инструменты, расписные сосуды (в основном кикладские, кипрские и анатолийские). Кристина Руффино сопроводила посылку биографической справкой о покойном брате. В дальнейшем коллекция Маккензи была описана только в 1970-х годах, когда была перемещена в музей Флоренции.

## Память. Наследие
После кончины Маккензи быстро оказался забыт. В некрологе, опубликованном в «Revue Archéologique», были неверно указаны даты жизни: «1859—1935». Официальная и деловая переписка археолога, его полевые журналы и дневники сохраняются в разных местах: библиотеке и архиве Британской археологической школы в Афинах, Кембриджском музее классической археологии, Университете Цинциннати, Эшмоловском музее в Оксфорде, а также лондонском архиве Фонда исследования Палестины. Николетта Момильяно (внучка А. Момильяно) утверждала, что от окончательного забвения Маккензи спасла дискуссия о природе «линейного письма Б», которая потребовала обращения к полевым материалам раскопок в Кноссе, но специальных исследований, посвящённых ему, не выходило. По К. Гир, в 1960 году систематическую перепроверку датировок Эванса предпринял Леонард Палмер, главным источником которого были полевые журналы Маккензи, а также керамический материал, который с 1920-х годов сохранялся на «Вилле Ариадны». Палмер в своём исследовании On the Knossos Tablets (совместном с Джоном Бордмэном, 1963) категорически заявил, что Маккензи должен считаться провозвестником научной археологии, а Эванс — фальсификатором. В ещё более откровенном виде эти взгляды были выражены в путеводителе по Кносскому дворцу, опубликованному в 1969 году.
Только в 1999 году Н. Момильяно опубликовала первое монографическое исследование биографии Маккензи в «Бюллетене института классических исследований». В рецензии А. Бернарда Нэппа (Университет Глазго) подчёркивалось, что несмотря на тщательность усилий исследователя, жизнь Маккензи в Шотландии и Германии осталась почти не документированной. Однако он считал, что главным недостатком монографии являлась сосредоточенность автора на фигуре А. Эванса, «в тени» которого всю жизнь пробыл Маккензи. Достоинством книги называлась подробная библиография трудов Маккензи, включая неопубликованные, а также издание 33 писем Маккензи к Эвансу периода 1900—1928 годов. В рецензии Уильяма Калдера III монографии Момильяно была дана высокая оценка; в особенности, методу восстановления биографии по массе косвенных свидетельств. У. Калдер III отметил, что величайшей исторической несправедливостью по отношению к Дункану Маккензи было его забвение (автор утверждал, что памяти археолога не было посвящено ни одного некролога). Аналогом его положения в мире археологии стала судьба Ф. Калверта в открытиях Шлимана, даже более того — можно считать установленным, что Эванс не только использовал полевые дневники Маккензи, но и воспринял его терминологию, идеи и интерпретации находок; то есть фундаментальный труд Эванса «Дворец Миноса» должен был иметь на обложке и фамилию Маккензи. Важным достоинством монографии Н. Момильяно рецензент назвал её информативность и отсутствие личностно окрашенных оценок.
В 2012 году статья Маккензи «Дольмены, гробницы гигантов и нураги Сардинии» (1910) была опубликована в Кальяри отдельной книгой в английском оригинале и с переводом на итальянский язык. В её основе — дневник археологических исследований на Сардинии в 1908 году, иллюстрированный зарисовками автора и фотографиями Ф. Ньютона, сделанными во время раскопок.

## Избранные публикации Д. Маккензи
- Excavations of the British School at Melos: The Site of the 'Three Churches' // The Journal of Hellenic Studies. — 1897. — Vol. 17. — P. 122—133. — JSTOR 623822.
- Ancient Sites in Melos // The Annual of the British School at Athens. — 1896/1897. — Vol. 3. — С. 71—88. — JSTOR 30096200.
- Kos Astypalaia // The Annual of the British School at Athens. — 1897/1898. — Vol. 4. — С. 95—100. — JSTOR 30096224.
- The Pottery of Knossos // The Journal of Hellenic Studies. — 1903. — Vol. 23. — P. 157—205. — JSTOR 623763.
- MacKenzie D. The Successive Settlements at Phylakopi in their Aegeo-Cretan Relations // Excavations at Phylakopi in Melos / desc. by T. D. Atkinson. — London : Macmillan, 1904. — P. 238—272. — XV, 280 p. — (Supplementary paper / Society for the Promotion of Hellenic Studies ; 4).
- Cretan Palaces and the Aegean Civilization. II // The Annual of the British School at Athens. — 1905/1906. — Vol. 12. — С. 216—258. — JSTOR 30096355.
- The Middle Minoan Pottery of Knossos // The Journal of Hellenic Studies. — 1906. — Vol. 26. — P. 243—267. — JSTOR 624377.
- Cretan Palaces and the Aegean Civilization. III // The Annual of the British School at Athens. — 1906/1907. — Vol. 13. — С. 423—445. — JSTOR 30096380.
- Cretan Palaces and the Aegean Civilization. IV // The Annual of the British School at Athens. — 1907/1908. — Vol. 14. — С. 343—422. — JSTOR 30096397.
- The East Pediment Sculptures of the Temple of Aphaia at Aegina // The Annual of the British School at Athens. — 1908/1909. — Vol. 15. — С. 274—307. — JSTOR 30096417.
- The Dolmens, Tombs of the Giants, and Nuraghi of Sardinia // Papers of the British School at Rome. — 1910. — Vol. 5, no. 2. — P. 89—137. — JSTOR 40310276.
- A. M. Woodward, W. A. Heurtley, D. Mackenzie and P. de Jong. Rules and Regulations of the British School at Athens // The Annual of the British School at Athens. — 1926/1927. — Vol. 28. — P. 343—347. — JSTOR 30098244.